# Debbi Lawrence
Debbi Lawrence (eigentlich Deborah A. Lawrence, geb. Spino; * 15. Oktober 1961 in Columbus, Indiana) ist eine ehemalige US-amerikanische Geherin.
Bei den Weltmeisterschaften 1987 in Rom kam sie im 10-km-Gehen auf den 20. Platz.
1991 gewann sie bei den Panamerikanischen Spielen in Havanna Silber im 10.000-Meter-Gehen und belegte bei den Weltmeisterschaften in Tokio über 10 km den 19. Platz.
Bei den Olympischen Spielen 1992 in Barcelona kam sie über 10 km auf Rang 26.
1993 wurde sie beim 3000-Meter-Gehen der Hallenweltmeisterschaften in Toronto disqualifiziert und belegte bei den Weltmeisterschaften in Stuttgart über 10 km den 37. Platz.
Über 10 km folgte einem 24. Platz bei den Weltmeisterschaften 1995 in Göteborg ein 20. Platz bei den Olympischen Spielen 1996 in Atlanta.
Im 20-km-Gehen belegte sie bei den Olympischen Spielen 2000 in Sydney Rang 44 und bei den Weltmeisterschaften 2001 in Edmonton Rang 19.

## Persönliche Bestzeiten
- 10-km-Gehen: 44:42 min, 16. Mai 1992, Kenosha
- 20-km-Gehen: 1:33:48 h, 16. Juli 2000, Sacramento